# Přední Kopanina
Přední Kopanina (deutsch Vorder Kopanin) ist ein Stadtteil und eine Katastralgemeinde am nordwestlichen Rand der tschechischen Hauptstadt Prag und gehört zum 6. Verwaltungsbezirk.
Der Ort Přední Kopanina wurde erstmals in einer Urkunde aus dem Jahr 1285 erwähnt, in der das Prager Kloster St. Georg einen Weinberg unter dem Petřín an das Kloster Plasy verkauft.
1974 wurde Přední Kopanina als Teil des 6. Bezirks nach Prag eingemeindet, seit 1990 ist es ein eigener Stadtteil.

## Sehenswürdigkeiten
- Kirche der hl. Maria Magdalena: romanische Rotunde aus dem 12. Jahrhundert
- ehemaliger Jesuitenhof mit Kapelle der hll. Ludmilla und Martha
- Naturdenkmal Plänersteinbruch

## Einzelnachweise

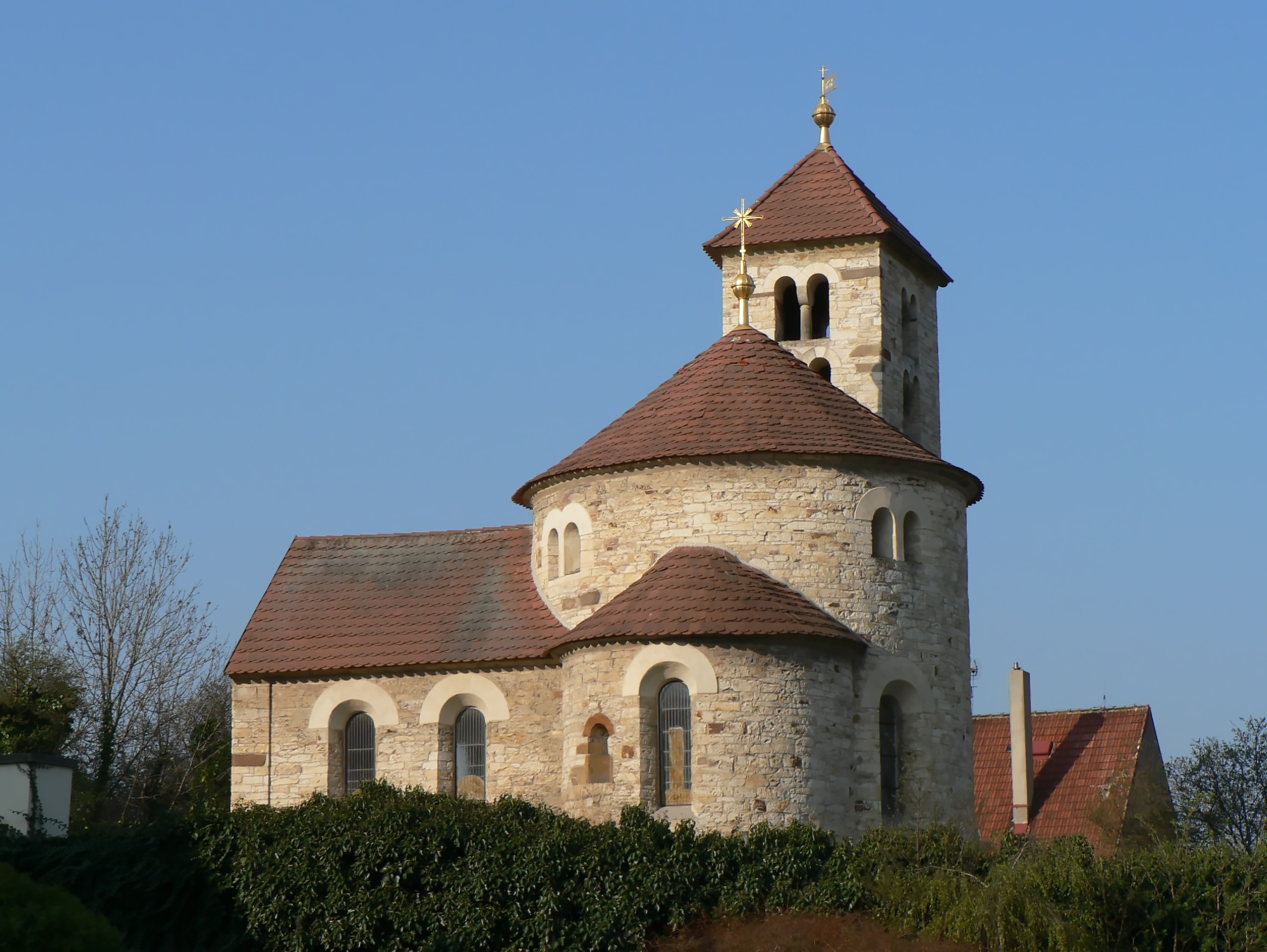
Kirche St. Maria Magdalena